# Roland Losert
Roland Losert (* 6. Januar 1945 in Wien) ist ein ehemaliger österreichischer Fechter.

## Erfolge
Roland Losert wurde 1963 in Danzig im Einzel vor Yves Dreyfus Weltmeister, nachdem er wenige Monate zuvor bereits den Juniorentitel erfochten hatte. Dreimal nahm er an Olympischen Spielen teil: bei den Olympischen Spielen 1964 in Tokio verpasste er als Vierter im Einzel mit dem Florett knapp einen Medaillengewinn. Mit dem Degen belegte er sowohl im Einzel als auch mit der Mannschaft den neunten Rang. 1968 wiederholte er in Mexiko-Stadt im Mannschaftswettbewerb mit dem Degen diese Platzierung, während er in den Einzelkonkurrenzen mit dem Degen und dem Florett jeweils in der zweiten Runde ausschied. Bei der Eröffnungsfeier war Losert Fahnenträger der österreichischen Delegation gewesen. Die Olympischen Spiele 1972 beendete er in München mit der Degen-Equipe abermals auf Rang neun. Im Einzel kam er erneut nicht über die zweite Runde hinaus.
Losert focht für den Wiener Sport-Club. Sein Vater Josef Losert war ebenfalls Fechter beim Wiener Sport-Club und nahm 1936 an den Olympischen Spielen teil. Auch seine Schwester Ingrid Losert war Fechterin.